# Charta zur Betreuung schwerstkranker und sterbender Menschen in Deutschland

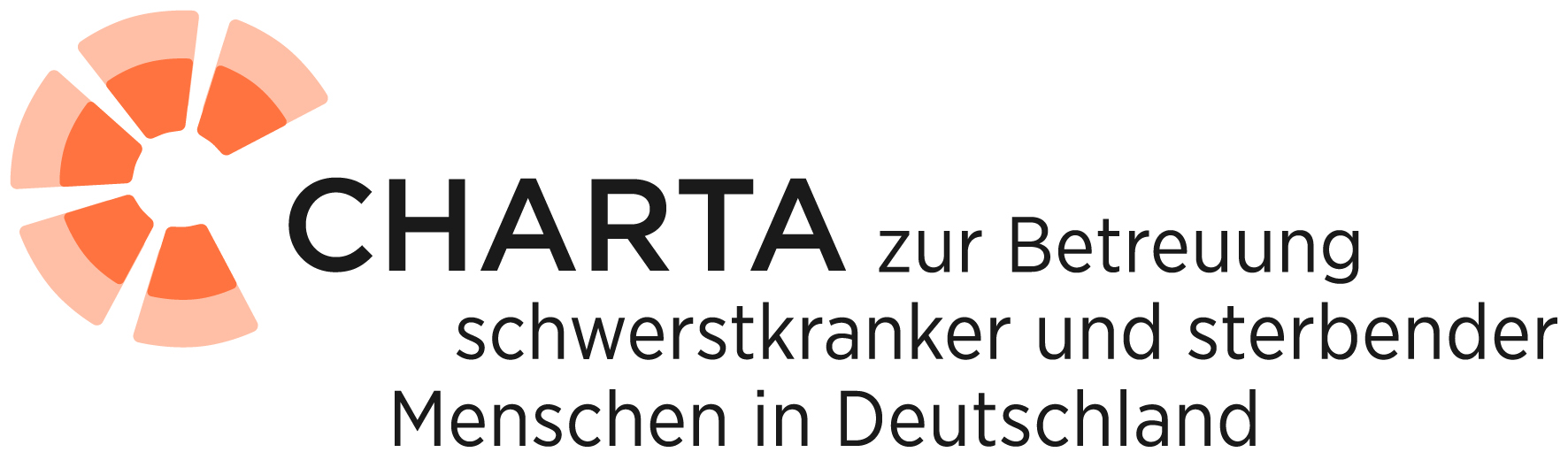
Logo der Charta

Die Charta zur Betreuung schwerstkranker und sterbender Menschen in Deutschland setzt sich für Menschen ein, die aufgrund einer fortschreitenden, lebensbegrenzenden Erkrankung mit Sterben und Tod konfrontiert sind. Darüber hinaus ist es ein Anliegen der Charta, Sterben, Tod und Trauer im gesellschaftlichen Bewusstsein zu verankern und allen Menschen in Deutschland ihren individuellen Bedürfnissen entsprechend einen gerechten Zugang zu einer würdevollen Begleitung und Versorgung am Lebensende zu ermöglichen. Die fünf Leitsätze der Charta formulieren Aufgaben, Ziele und Handlungsbedarfe, um die Betreuung schwerstkranker und sterbender Menschen in Deutschland zu verbessern. Im Mittelpunkt steht dabei immer der betroffene Mensch.
Träger der Charta sind die Deutsche Gesellschaft für Palliativmedizin (DGP), der Deutsche Hospiz- und PalliativVerband (DHPV) und die Bundesärztekammer (BÄK).

## Entwicklung

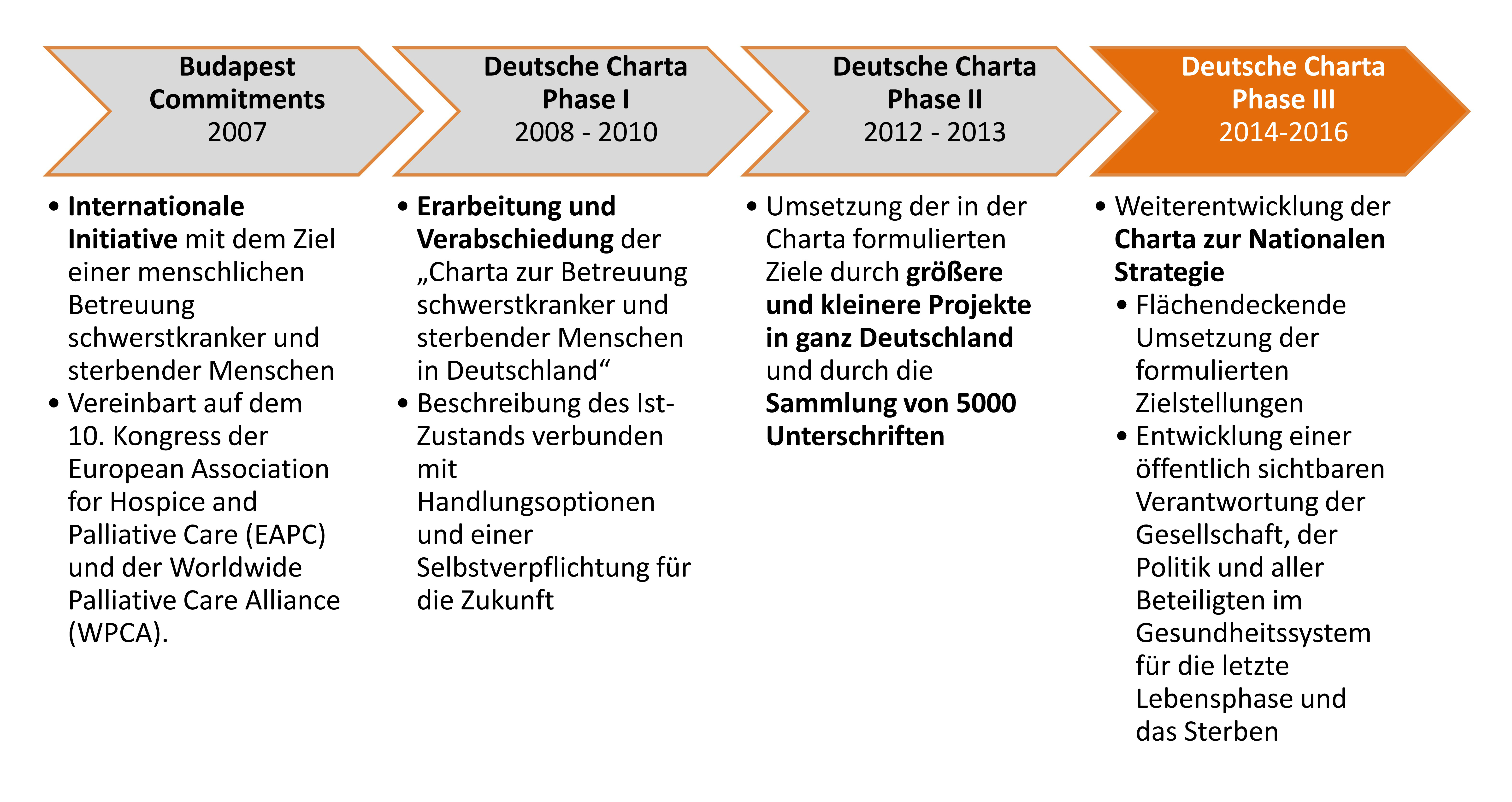
Die Entwicklung der Charta zur Betreuung schwerstkranker und sterbender Menschen in Deutschland

Entstanden ist die Charta für die Betreuung schwerstkranker und sterbender Menschen in Deutschland vor dem Hintergrund einer internationalen Initiative, die als Budapest Commitments auf dem 10. Kongress der European Association for Palliative Care (EAPC) 2007 vereinbart wurde. Mit dem Ziel, die Betreuung schwerstkranker und sterbender Menschen zu verbessern, sollten fünf Bereiche fokussiert und in ihrer Entwicklung gefördert werden: Aus-, Fort- und Weiterbildung, Forschung, Politik, Qualitätsmanagement, allgemeine Zugänglichkeit der Versorgung mit Arzneimitteln.
Mit Belgien, Dänemark, Deutschland, Griechenland, Großbritannien, Israel, Italien, Litauen, Kroatien, den Niederlanden, Norwegen, Österreich, Rumänien, Schweden, Schweiz, Spanien, Tschechien und Ungarn nahmen 18 Länder diese Gedanken auf. In Deutschland übernahmen die Deutsche Gesellschaft für Palliativmedizin (DGP), der Deutsche Hospiz- und PalliativVerband (DHPV) und die Bundesärztekammer (BÄK) die Trägerschaft für den nationalen Charta-Prozess.
Im September 2008 (Charta-Phase I) begann die Entwicklung der Charta zur Betreuung schwerstkranker und sterbender Menschen in Deutschland als ein breit angelegter Konsensus-Prozess. Im August 2010 wurde die Charta im Konsens von über fünfzig gesundheits- und gesellschaftspolitisch aktiven Institutionen verabschiedet und der Öffentlichkeit vorgestellt. In fünf Leitsätzen und auf rund 25 Seiten wird der Ist-Zustand in der Betreuung schwerstkranker und sterbender Menschen dargestellt – verbunden mit Handlungsoptionen und einer Selbstverpflichtung für die Zukunft.
In der sich anschließenden Charta-Phase II (2011–2013) ging es darum, sie in der Öffentlichkeit zu verbreiten, ihre Umsetzung in Form von Charta-Projekten voranzubringen und sie in einem nächsten Schritt in eine Nationale Strategie zu überführen.
Im Rahmen einer Nationalen Strategie (Charta-Phase III, 2013–2016) war es das Ziel, die in der Charta formulierten Leitsätze so umzusetzen, dass jeder Betroffene unabhängig von der zugrundeliegende Erkrankung, der persönlichen Lebenssituation oder des Versorgungsortes eine qualitative hochwertige palliative und hospizliche Behandlung und Begleitung erhält.
Mittels einer Nationalen Strategie sollen die in der Charta formulierten Ziele unter Einbindung der Politik auf allen Ebenen – der Bundesebene, der Länderebene und der kommunalen Ebene – systematisch umgesetzt werden. In einer übergeordneten Zielvorstellung geht es darum, mittels der Nationalen Strategie eine öffentliche sichtbare Verantwortung der Gesellschaft, der Politik und aller Beteiligten im Gesundheitssystem für die letzte Lebensphase und das Sterben zu entwickeln.
In Ergänzung hierzu hat das Bundesministerium für Gesundheit im Juli 2013 das Forum „Palliativ- und Hospizversorgung in Deutschland“ eingerichtet.
Im Oktober 2016 wurden die Handlungsempfehlungen im Rahmen einer Nationalen Strategie der Öffentlichkeit vorgestellt. Diese wurden vom Runden Tisch mit seinen 50 gesundheitspolitisch relevanten Institutionen und Organisationen in einem Konsensprozess erarbeitet. Die Handlungsempfehlungen im Rahmen einer Nationalen Strategie haben ein bedeutendes Potential zur weiteren Verbesserung der Hospiz- und Palliativversorgung in Deutschland.
Die Handlungsempfehlungen basieren auf dem Anspruch auf bestmögliche Lebensqualität und dem damit verbundenen besonderen Bedarf an Versorgung und Begleitung schwerstkranker und sterbender Menschen und der ihnen Nahestehenden. Sie berücksichtigen zugleich die besonderen Herausforderungen, denen sich die Gesellschaft für die individuelle Unterstützung und das Miteinander in der Begegnung mit den Phänomenen Sterben, Tod und Trauer stellen muss.
Die Empfehlungen zu den Handlungsfeldern der fünf Leitsätze beruhen auf drei grundsätzlichen Zielen, deren Umsetzung in einer Nationalen Strategie angestrebt wird:
1. einer in ganz Deutschland bedarfsgerechten, für alle Betroffenen zugänglichen Hospiz- und Palliativversorgung mit hoher Qualität,
2. einer in ganz Deutschland gesicherten Finanzierung einer qualitativ hochwertigen Hospiz- und Palliativversorgung in Krankenhäusern, Pflegeeinrichtungen, anderen Wohnformen sowie in der häuslichen Umgebung und
3. einer auf wissenschaftlicher Grundlage und Qualitätssicherung beruhenden Hospiz- und Palliativversorgung zum Wohle der Betroffenen.

Die Vorstellung der konsentierten Handlungsempfehlungen schließt nunmehr die Entwicklung der Nationalen Strategie ab.

## Förderer
Von Anfang an wurde die Durchführung des Charta-Prozesses von der Robert Bosch Stiftung ermöglicht und darüber hinaus von der Deutschen Krebshilfe und dem Bundesministerium für Familie, Senioren, Frauen und Jugend unterstützt.

## Fünf Leitsätze

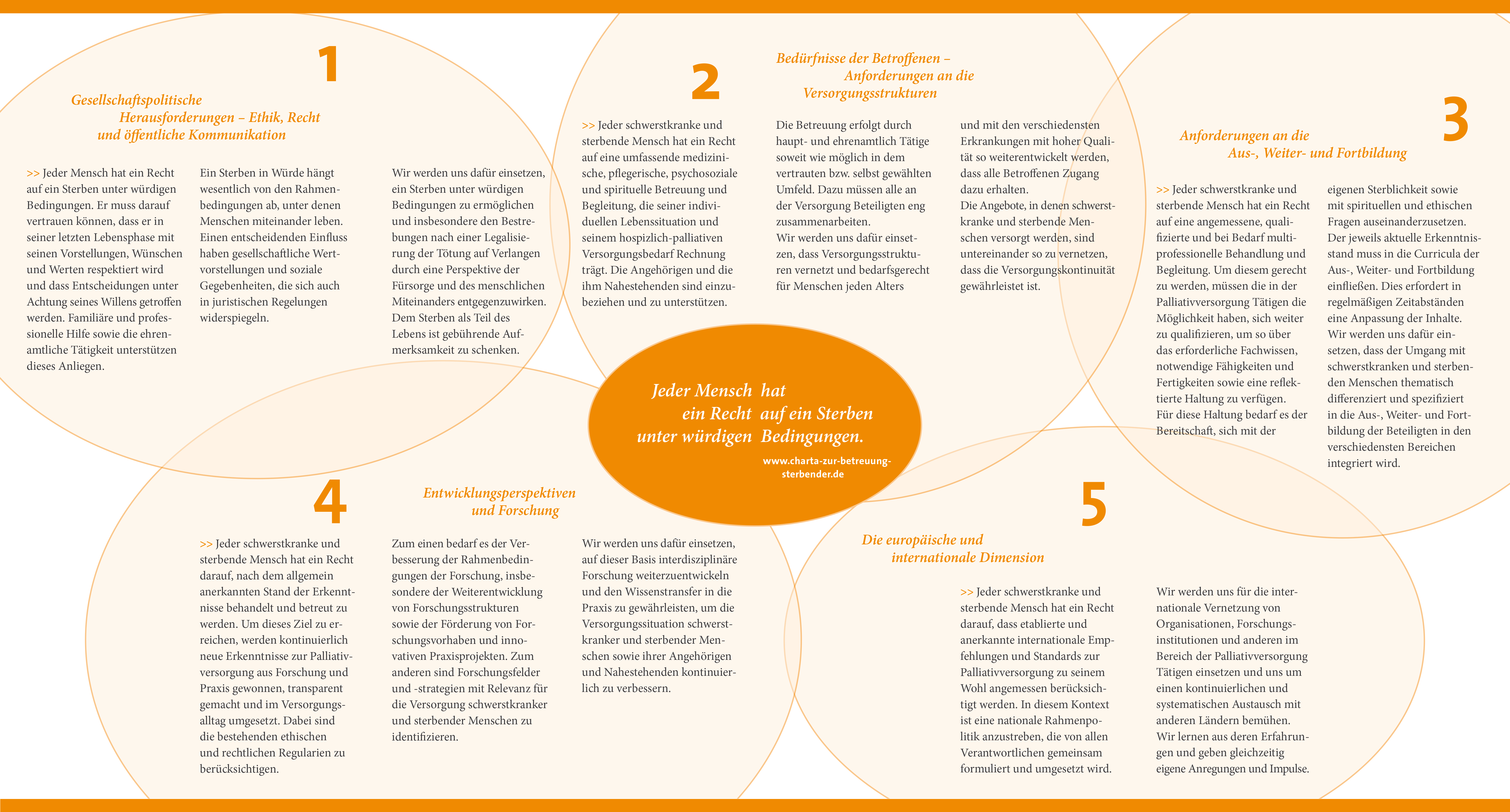
Leitlinien der Charta zur Betreuung schwerstkranker und sterbender Menschen in Deutschland

Mit den fünf Leitsätzen der Charta wird das Ziel verfolgt, allen Menschen, die einer hospizlich-palliativen Betreuung bedürfen, hierzu einen Zugang zu ermöglichen. Es werden Aufgaben, Ziele und Handlungsbedarfe in Deutschland formuliert. Im Mittelpunkt stehen die betroffenen Menschen mit ihren Bedürfnissen. Die fünf Leitsätze spiegeln die gesellschaftlichen Herausforderungen, die Anforderungen an die Versorgungsstrukturen, Aus-, Weiter- und Fortbildung, Entwicklungsperspektiven und Forschung sowie die internationale Dimension wider. Der vollständige Inhalt der Leitsätze findet sich in den entsprechenden Verlinkungen.
Leitsatz 1 − Gesellschaftspolitische Herausforderungen – Ethik, Recht und öffentliche Kommunikation
Jeder Mensch hat ein Recht auf ein Sterben unter würdigen Bedingungen. Er muss darauf vertrauen können, dass er in seiner letzten Lebensphase mit seinen Vorstellungen, Wünschen und Werten respektiert wird und dass Entscheidungen unter Achtung seines Willens getroffen werden. Familiäre und professionelle Hilfe sowie die ehrenamtliche Tätigkeit unterstützen dieses Anliegen.
Leitsatz 2 − Bedürfnisse der Betroffenen – Anforderungen an die Versorgungsstrukturen
Jeder schwerstkranke und sterbende Mensch hat ein Recht auf eine umfassende medizinische, pflegerische, psychosoziale und spirituelle Betreuung und Begleitung, die seiner individuellen Lebenssituation und seinem hospizlich-palliativen Versorgungsbedarf Rechnung trägt. Die Angehörigen und die ihm Nahestehenden sind einzubeziehen und zu unterstützen. Die Betreuung erfolgt durch haupt- und ehrenamtlich Tätige so weit wie möglich in dem vertrauten bzw. selbst gewählten Umfeld. Dazu müssen alle an der Versorgung Beteiligten eng zusammenarbeiten.
Leitsatz 3 − Anforderungen an die Aus-, Weiter- und Fortbildung
Jeder schwerstkranke und sterbende Mensch hat ein Recht auf eine angemessene, qualifizierte und bei Bedarf multiprofessionelle Behandlung und Begleitung.
Leitsatz 4 − Entwicklungsperspektiven und Forschung
Jeder schwerstkranke und sterbende Mensch hat ein Recht darauf, nach dem allgemein anerkannten Stand der Erkenntnisse behandelt und betreut zu werden. Um dieses Ziel zu erreichen, werden kontinuierlich neue Erkenntnisse zur Palliativversorgung aus Forschung und Praxis gewonnen, transparent gemacht und im Versorgungsalltag umgesetzt.
Leitsatz 5 − Die europäische und internationale Dimension
Jeder schwerstkranke und sterbende Mensch hat ein Recht darauf, dass etablierte und anerkannte internationale Empfehlungen und Standards zur Palliativversorgung zu seinem Wohl angemessen berücksichtigt werden. In diesem Kontext ist eine nationale Rahmenpolitik anzustreben, die von allen Verantwortlichen gemeinsam formuliert und umgesetzt wird.

## Organisation
Die Organisation erfolgte auf der Basis der folgenden Organisationsinstanzen:
- Steuerungsgruppe – bestehend aus Vertretern der drei Trägerorganisationen zur Steuerung des Charta-Gesamtprozesses
- Runder Tisch – als Diskussions- und Konsensusgremium mit den wesentlichen Repräsentanten der gesellschaftlichen und gesundheitspolitischen Gruppen
- Forum „Palliativ- und Hospizversorgung in Deutschland“ – Leitung durch das Bundesministerium für Gesundheit (BMG)
- Einzelne Arbeitsgruppen – bestehend aus Expertinnen/Experten aus den verschiedenen Bereichen zur inhaltlichen Ausarbeitung der einzelnen Themenbereiche/Handlungsfelder
- Geschäftsstelle – als Koordinator und primärer Ansprechpartner im Zusammenhang mit dem Arbeitsgruppenprozess zur Umsetzung der Charta[21]

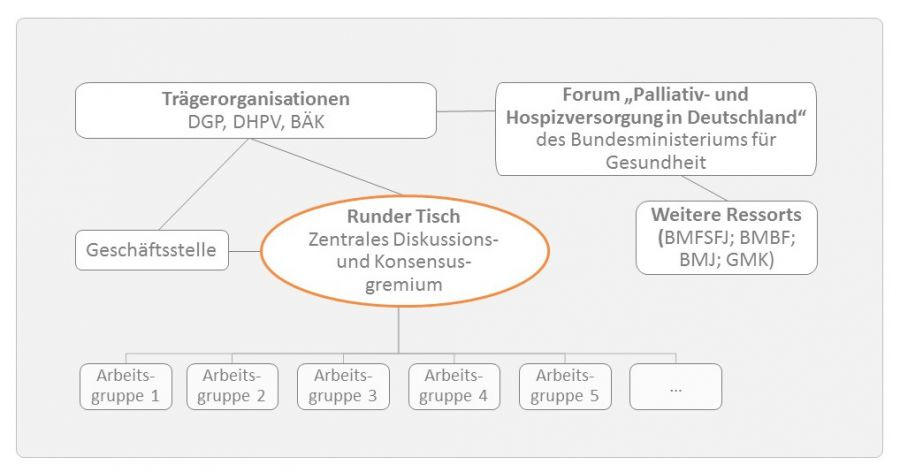
Organigramm der Charta

### Runder Tisch
Der Runde Tisch, das wesentliche Konsensus- und Entscheidungsgremium, wird durch die Steuerungsgruppe der drei Trägerorganisationen geführt. In regelmäßigen Abständen wird am Runden Tisch über die Fortschritte der einzelnen Arbeitsgruppen informiert und über deren vorgelegte Umsetzungspläne und Politikvorlagen entschieden.
Im Speziellen sind die folgenden Organisationen und Institutionen beteiligt:
- ABDA – Bundesvereinigung Deutscher Apothekerverbände
- Aktion Demenz e. V.
- AOK-Bundesverband
- Bundesarbeitsgemeinschaft Selbsthilfe von Menschen mit Behinderung und chronischer Erkrankung und ihren Angehörigen (BAG Selbsthilfe)
- BKK Dachverband
- Bundesarbeitsgemeinschaft der Freien Wohlfahrtspflege (BAGFW)
- Bundesärztekammer (Arbeitsgemeinschaft der Deutschen Ärztekammern) (BÄK)
- Bundespsychotherapeutenkammer (BPtK)
- Bundesverband Kinderhospiz (BVKH)
- Bundesverband privater Anbieter sozialer Dienste (bpa)
- Deutscher Berufsverband für Pflegeberufe (DBfK)
- Deutsche Aidshilfe
- Deutsche Akademie für Kinder- und Jugendmedizin (DAKJ)
- Deutsche Alzheimer Gesellschaft e. V. Selbsthilfe Demenz (DAlzG)
- Deutsche Arbeitsgemeinschaft Selbsthilfegruppen (DAG SHG)
- Deutsche Bischofskonferenz (DBK)
- Deutsche Gesellschaft für Allgemeinmedizin und Familienmedizin (DEGAM)
- Deutsche Gesellschaft für Geriatrie (DGG)
- Deutsche Gesellschaft für Gerontologie und Geriatrie (DGGG)
- Deutsche Gesellschaft für Gerontopsychiatrie und -psychotherapie (DGGPP)
- Deutsche Gesellschaft für Hämatologie und Medizinische Onkologie (DGHO)
- Deutsche Gesellschaft für Neurologie (DGN)
- Deutsche Gesellschaft für Palliativmedizin (DGP)
- Deutsche Gesellschaft für Pflegewissenschaft (DGP)
- Deutsche Gesellschaft für Psychologie (DGPs)
- Deutsche Gesellschaft für Radioonkologie (DEGRO)
- Deutsche Gesellschaft für Versicherte und Patienten (DGVP)
- Deutsche Schmerzgesellschaft
- Deutsche Krankenhausgesellschaft (DKG)
- Stiftung Deutsche Krebshilfe
- Deutsche Vereinigung für Soziale Arbeit im Gesundheitswesen (DVSG)
- Deutscher Hospiz- und PalliativVerband (DHPV)
- Deutscher Kinderhospizverein
- Deutscher Landkreistag (DLT)
- Deutscher Pflegerat (DPR)
- Deutscher Städtetag (DST)
- Deutscher Verband für Physiotherapie (ZVK)
- European Association for Palliative Care (EAPC)
- Evangelische Kirche in Deutschland (EKD)
- Gemeinsamer Bundesausschuss (G-BA)
- GKV-Spitzenverband
- Kassenärztliche Bundesvereinigung (KBV)
- Kuratorium Deutsche Altershilfe (KDA)
- Medizinischer Dienst des Spitzenverbandes Bund der Krankenkassen (MDS)
- Ministerium für Gesundheit, Emanzipation, Pflege und Alter des Landes Nordrhein-Westfalen (MGEPA NRW)
- Ministerium für Soziales, Arbeit, Gesundheit und Demografie des Landes Rheinland-Pfalz (MSAGD)
- Ministerium für Soziales, Integration und Gleichstellung des Landes Mecklenburg-Vorpommern (MSIG MV)
- Thüringer Ministerium für Arbeit, Soziales, Gesundheit, Frauen und Familie (TMASGFF)
- Robert Bosch Stiftung
- Sozialverband Deutschland (SoVD)
- Sozialverband VdK Deutschland (VdK)
- Verband der Ersatzkassen (vdek)
- Verbraucherzentrale Bundesverband (vzbv)

### Arbeitsgruppen
Die Experten der Arbeitsgruppen wurden von den Mitgliedern der Organisationen/Gremien des Charta-Prozesses (Runder Tisch, BMG-Forum und Steuerungsgruppe) benannt.
Die Arbeitsgruppen setzten sich im Hinblick auf die Sensibilität und spätere Umsetzbarkeit der Themenschwerpunkte vielfältig zusammen:
- politische Vertreter von Bund, Ländern und Kommunen
- themenspezifische Experten
- Vertreter von Organisationen, in deren Verantwortung die Realisierung der einzelnen Handlungsfelder später liegen soll
- Vertreter der anderen Themenbereiche der Charta (zur Abstimmung und Vermeidung von Arbeits- oder Themendopplungen)
- Vertreter zum Thema „Kinder, Jugendliche und junge Erwachsen mit lebensverkürzender Erkrankung“[23][24]

## Verpflichtung

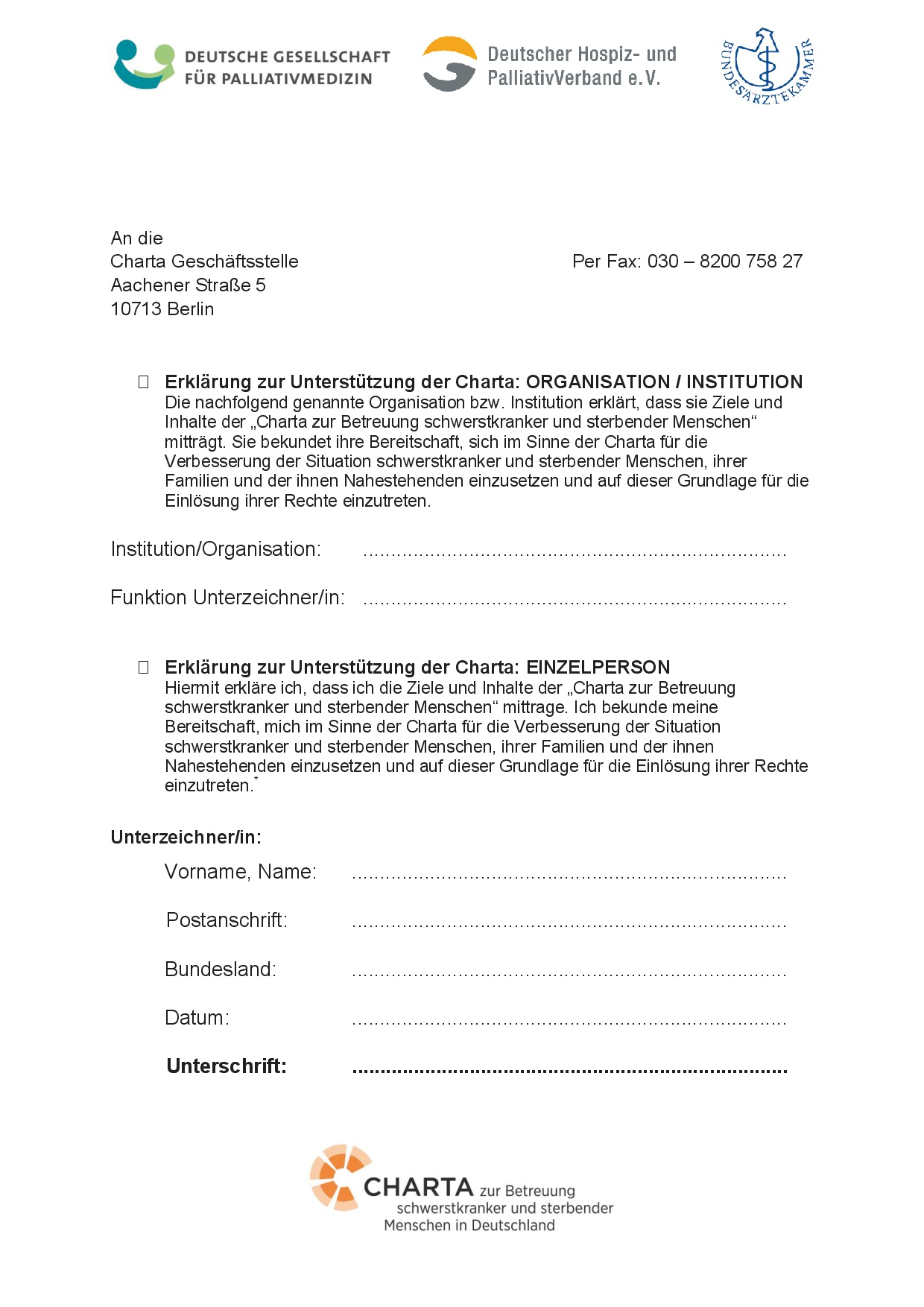
Erklärung zur Unterstützung der Charta zur Betreuung schwerstkranker und sterbender Menschen in Deutschland

Die Charta ist nicht nur ein Projekt von Institutionen und Organisationen: Jeder kann sich für die Anliegen der Charta einsetzen. Die Charta kann zum Anlass genommen werden, im persönlichen und beruflichen Umfeld über wesentliche Anliegen von schwerstkranken und sterbenden Menschen in Deutschland zu sprechen und Veränderungen anzuregen.
Die Unterzeichner bekunden mit der Unterschrift, sich für die Verbesserung der Situation schwerstkranker und sterbender Menschen, ihrer Familien und der ihnen Nahestehenden einzusetzen und auf dieser Grundlage für die Einlösung ihrer Rechte einzutreten. Darüber hinaus erklären die Unterzeichner, dass sie Ziele und Inhalte der Charta für die Betreuung schwerstkranker und sterbender Menschen in Deutschland mittragen.